# 旧台南地方法院
旧台南地方法院（きゅうたいなんちほうほういん、繁体字中国語: 原臺南地方法院）は台湾台南市中西区にある国定古蹟の建築物。かつての台湾総督府法院に属していた地方法院の2代目庁舎であり、第二次世界大戦後も2001年まで中華民国司法院の普通法院に分類される台南地方法院の庁舎として使われていた。現在は古蹟登録と修復を経て一般公開されている。
日本統治時代の台湾での三大建築の一つ、あるいは台湾での現存最古の法曹系建築物といわれている。

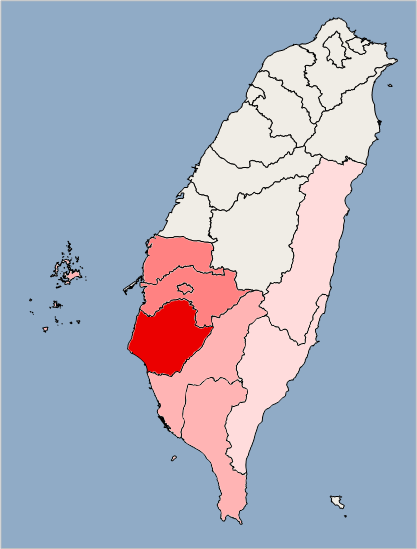
台南地方法院管轄区域変動図
■■■■～1909年10月
■■■ 1909年10月～1940年12月
■■ 1940年12月～1947年2月
■ 1947年2月～現在

## 沿革
1896年5月1日に台湾総督府が公布した「台湾総督府法院条例」により、台湾の司法制度は地方法院、覆審法院、高等法院を置く三級三審制に改訂された。当時の高等法院と覆審法院は台北にしかなく、各県下に支庁としての地方法院を設置することになった。初代法院は清朝統治時代の台湾府城内にあった万寿宮・県文廟一帯（現在の旧法院から府前路を東に直進した東門円環付近の府前路一段21号61巷に地方法院長宿舎があり、その裏の万寿宮跡、開山公園一帯。現在は民家となっている。）に建てられることになった。
1898年7月19日、高等法院を廃した二級二審制が施行されたが、この時点でも地方法院は台北県、台中県、台南県の3か所にしかなかった。
1904年3月31日以降台中・台南の各地方法院が一時的に台北の出張所扱いになり、1909年に復活するまでの期間中を除いて3地方法院制が続いた。同時期に台南でも福安坑渓南岸の馬兵営街（後に南門町2丁目）に新庁舎を建設することになった。総督府営繕課の日本人建築家小野木孝治（一説には森山松之助も）が設計し、1912年に2代目となる庁舎が落成した。
1915年に発生した西来庵事件（台湾抗日運動）では同年8月20日に総督府はここに臨時法廷を開設して審理を行った。
第二次世界大戦後、台南地方法院は中華民国統治下でも継続して使用された。接収後の1945年12月21日に台湾台南地方法院へ改称。1969年、石壁に亀裂が見つかったことで西側の塔は撤去された。1991年4月19日に中華民国内政部は庁舎を国家二級古蹟（現中華民国文化部による分類上の国定古蹟）登録を公告、5月24日に登録された。
2001年4月に司法院は台湾台南地方法院を安平区の台南市第5期市街地再開発区に新築した3代目新庁舎に移転、2代目法院を司法博物館へリニューアルするべく修復事業が進められた。修復が完了し、2016年11月8日より内部を一般公開。
| |                                                             |                      |
| 1807年の台湾府城。 上部のマーキングされた箇所は 万寿宮と県文廟所在地で、 後に初代法院が設置された。 | 安平県文廟の初代庁舎からの移転を 記念した絵はがき（1912年） | 台南地方法院の現庁舎 |

## 建築物
旧庁舎は府前路に面した北側に東西2ヶ所の出入口がある。東側の主入口は古典的な妻側で8本の門柱により構成されている。柱は同一の土台にL字型で組まれた3本の柱（角は角柱、両隣は円柱）と中間に独立した1本の円が2組配置され、上部では8つの円窓を備えたバロック式の屋根を支えている。内部は3本一体の円柱を四隅に配した12本の主柱で支えられたロビーと、2本の独立した柱が配されたその他の部屋を繋ぐ空間は古典的な門庇を備え、壁面は半円柱の壁柱がある。
西側の副入口は比較的小さく、主入口と同様のデザインとなっているが、主入口に施された装飾は無く、妻側は比較的簡素な造りとなっている。
ロビーの上には元は塔があったため、主入口とのバランスが崩れた非対称だったが、1969年に高塔壁面で亀裂が見つかり塔ごと撤去された。
ドーム屋根以外の部分はマンサード屋根が採用され、魚の鱗状に屋根瓦が葺かれ8つの「oeil de boeuf（牛の目を意味する円形の小窓）」がある。主入口と副入口の間にある棟には2つの方形窓の間に1つの半円窓を配し、その硝子戸の枠は隅石処理がなされ、上方中央にはキーストーンが施されている。また半円窓の上方にある庇は瓶状の仮欄干が設けられて、外観に視覚変化を与えている。。
|              |                        |                              |
| 主入口の装飾 | 法院設置前の馬兵営跡碑 | 修復工程の解説図（2015年末） |

|                |                |              |                  |
| 修復中の主入口 | 修復後の副入口 | 修復後の全貌 | 歴代の法服の展示 |

### 旧台南地方法院長宿舎
2008年に旧地方法院長宿舎内で古文書が発見され、鑑定の結果清朝時代のものと判明している。万寿宮が隣接していることから保存の価値があると判定されたものの、2016年に台南市文化資産管理処により「暫定古蹟」の登録を受けたのみで、正式登録には至っていない。

## 周辺
旧法院は民生緑園文化園区に含まれ、孔廟文化園区にも隣接しているため、周辺は古蹟が集中している。
| - 湯徳章紀念公園（旧民生緑園、大正公園） - 旧台南州庁（現国立台湾文学館） - 旧嘉南大圳組合事務所（現嘉南農田水利会） - 開隆宮 - 聖母無玷原罪始胎堂（別名：中山天主堂） - 太平境教會 - 呉園（台南公会堂） - 台湾首廟天壇 - 旧台南測候所 - 旧台南合同庁舎 | - 開基三官廟 - 鄭氏家廟 - 旧日本勧業銀行台南支店（現台湾土地銀行） - ハヤシ百貨店 - 忠義国小 - 旧台南警察署 - 旧台南武徳殿 - 台南孔子廟 - 開基永華宮 - 台湾府城隍廟 - 鶯料理（料亭） |  |